# Liège-Bastogne-Liège 2024
Cet article concerne l'édition masculine de Liège-Bastogne-Liège. Pour la course féminine, voir Liège-Bastogne-Liège féminin 2024.
Le Liège-Bastogne-Liège 2024 est la 110e édition de cette course cycliste masculine sur route. 
Il a lieu le 21 avril 2024 dans les provinces de Liège et de Luxembourg, en Belgique sur une distance de 254,5 km et fait partie du calendrier UCI World Tour 2024 en catégorie 1.UWT. Il est remporté par le Slovène Tadej Pogačar de l'équipe UAE Team Emirates, trois ans après sa première victoire sur cette course.

## Présentation
La course est organisée par le RC Pesant Club Liégeois et la société Amaury Sport Organisation. Elle a une longueur de 254,5 kilomètres et compte onze côtes répertoriées. Toutefois, le parcours accidenté à travers l'Ardenne belge et le Condroz liégeois franchit de nombreuses autres montées non répertoriées dont, en fin de course, la montée de Cornemont à 32 km de l'arrivée et la montée vers Boncelles, la dernière difficulté située à une dizaine de kilomètres de Liège. Depuis 2019, l'arrivée de la course est revenue dans le centre de Liège et est jugée depuis 2020 sur le quai des Ardennes, en face du Pont de Belle-Île.

### Parcours
Par rapport à l'édition de 2023, le parcours est quelque peu modifié : d'abord en début de course, entre Beaufays et Aywaille, les coureurs descendent la côte des Forges puis traversent Louveigné et Sougné-Remouchamps au lieu de Sprimont ; ensuite, toujours dans la première partie de la course, la côte de La Roche-en-Ardenne n'est pas au programme contrairement à la côte de Bonnerue qui figure cette année comme la première des onze côtes répertoriées. 
Dans le final, le parcours qui avait été modifié en 2023 est maintenu avec, après la côte de la Redoute, la descente directement à droite vers Playe et Hotchamps puis la montée non répertoriée de Cornemont avant de traverser Louveigné et de rejoindre la côte des Forges.
| Num | Nom                                 | km    | Longueur (m) | Pente moyenne | km de l'arrivée |
| --- | ----------------------------------- | ----- | ------------ | ------------- | --------------- |
| 1   | Côte de Bonnerue                    | 76,2  | 2 100        | 5,8 %         | 178,3           |
| 2   | Côte de Saint-Roch                  | 117,3 | 1 000        | 11,2 %        | 137,2           |
| 3   | Côte de Mont-le-Soie                | 161,2 | 4 000        | 6,1 %         | 83,3            |
| 4   | Côte de Wanne                       | 169,5 | 2 800        | 7,4 %         | 85              |
| 5   | Côte de Stockeu (Stèle Eddy Merckx) | 176   | 1 000        | 12,5 %        | 78,5            |
| 6   | Côte de la Haute-Levée              | 180,2 | 3 600        | 5,6 %         | 74,3            |
| 7   | Col du Rosier                       | 194,4 | 4 400        | 5,9 %         | 60,1            |
| 8   | Côte de Desnié                      | 207,8 | 1 600        | 8,1 %         | 46,7            |
| 9   | Côte de La Redoute                  | 220,5 | 2 000        | 8,9 %         | 34              |
| 10  | Côte des Forges (Stèle Stan Ockers) | 231,2 | 1 300        | 7,8 %         | 23,3            |
| 11  | Côte de la Roche aux faucons        | 241,2 | 1 300        | 11 %          | 13,3            |

### Équipes
Vingt-cinq équipes participent à cette course : les dix-huit WorldTeams et sept ProTeams.
| WorldTeams (18)- Decathlon-AG2R La Mondiale - Alpecin-Deceuninck - Arkéa-B&B Hotels - Astana Qazaqstan Team - Bahrain Victorious - Bora-Hansgrohe - Cofidis - EF Education-EasyPost - Groupama-FDJ - Ineos Grenadiers - Intermarché-Wanty - Team Visma \| Lease a Bike - Lidl-Trek - Movistar Team - Soudal Quick-Step - Team dsm-firmenich PostNL - Team Jayco AlUla - UAE Team Emirates ProTeams (7)- Bingoal WB - Equipo Kern Pharma - Israel-Premier Tech - Lotto Dstny - Team Flanders-Baloise - TotalEnergies - Uno-X Mobility |
| |

### Favoris
En raison de leurs diverses blessures, le double tenant du titre Remco Evenepoel, son équipier Mikel Landa et le vainqueur de 2020 Primož Roglič ne sont pas au départ. Le principal favori devient de fait le numéro 1 mondial Tadej Pogačar (UAE Emirates) qui avait dû abandonner sur chute lors de l'édition précédente et qui a déjà remporté cette classique en 2021. L'autre grand favori est le champion du monde Mathieu van der Poel (Alpecin Deceuninck), déjà vainqueur cette année sur le Tour des Flandres et à Paris-Roubaix, et candidat à une troisième victoire sur un Monument la même année, exploit que le seul Eddy Merckx à réalisé (quatre fois, en 1969, 1971, 1972 et 1975). Le Néerlandais, moins à son affaire à l'Amstel Gold Race, participe seulement pour la seconde fois à la Doyenne après une sixième place en 2020. 
Parmi les autres favoris, on peut notamment citer Tom Pidcock (Ineos Grenadiers), récent vainqueur de l'Amstel Gold Race, Ben Healy (EF Education), Mattias Skjelmose (Lidl-Trek), Aleksandr Vlasov (Bora Hansgrohe), Tiesj Benoot (Visma Lease a Bike) et Felix Gall (Decathlon AG2R La Mondiale). Les outsiders sont nombreux : Marc Hirschi (UAE Emirates), Maxim Van Gils (Lotto Dstny), Mauri Vansevenant (Soudal Quick-Step), Quinten Hermans (Alpecin Deceuninck), Benoît Cosnefroy et Paul Lapeira (Decathlon AG2R La Mondiale), Dylan Teuns et Stephen Williams, surprenant vainqueur de la Flèche wallonne quatre jours plus tôt (Israel-Premier Tech), Valentin Madouas, Romain Grégoire et David Gaudu (Groupama FDJ), Richard Carapaz (EF Education) ainsi que Pello Bilbao et Santiago Buitrago (Bahrain Victorious).

## Déroulement de la course
Après quelques kilomètres de courses, les attaques se sont multipliées. Neuf coureurs ont réussi à s’échapper en tête de la course et ont compté jusqu'à 4 min 30 s d'avance sur le peloton. À 98 kilomètres de l'arrivée, alors que les échappés possèdent encore une minute d'avance sur le peloton, une importante chute se produit dans ce peloton, obligeant plusieurs favoris comme Mathieu van der Poel, Tom Pidcock et Mauri Vansevenant à mettre pied à terre pendant une trentaine de secondes. À 88 kilomètres du terme, l'échappée qui ne compte plus que cinq hommes est reprise par le peloton dans la côte de Wanne alors que le groupe de chasse van der Poel-Pidcock pointe à un peu plus d'une minute. Mais ce groupe finit par revenir sur le peloton à 71 km de l'arrivée. 
Le peloton reste dès lors groupé et est encore composé d'une cinquantaine d'unités au moment d'aborder la côte de la Redoute. Dès les premières pentes de l'ascension remoucastrienne, à 34,8 km de l'arrivée, Tadej Pogačar place une attaque tranchante. Dans un premier temps, le seul Richard Carapaz parvient à le suivre mais, au sommet de la côte, le Slovène possède 18 secondes d'avance sur Maxim Van Gils qui emmène le peloton. Pogačar augmente régulièrement son avance sur ses premiers poursuivants qui sont quatre et comptabilisent un retard de 1 min 10 s au sommet des Forges. Ces poursuivants sont l'Irlandais Ben Healy et les Français Romain Bardet, Benoît Cosnefroy et Romain Grégoire. Dans la côte de la Roche-aux-faucons, Bardet lâche ses compagnons de chasse et franchit le sommet avec 1 min 20 s de retard sur Pogačar et une quinzaine de secondes d'avance sur les premiers poursuivants qui se sont quelque peu regroupés. À 5 kilomètres de Liège, van der Poel, Pidcock et d'autres coureurs reviennent sur le groupe de poursuivants qui finit par compter 25 hommes. Romain Bardet résiste au retour de ce groupe et termine deuxième à 1 min 39 s de Tadej Pogačar qui remporte sa seconde Doyenne et son sixième Monument du cyclisme. Mathieu van der Poel remporte le sprint du groupe à plus de deux minutes du vainqueur et accède à la troisième marche du podium.

## Classements

### Classements de la course
| \| Classement général \| Classement général \| Classement général \| Classement général \| Classement général \| \| Coureur \| Coureur \| Pays \| Équipe \| Temps \| \| ------------------ \| ---------------------- \| ------------------ \| -------------------------- \| ------------------ \| \| 1er \| Tadej Pogačar \| Slovénie \| UAE Team Emirates \| 6 h 13 min 48 s \| \| 2e \| Romain Bardet \| France \| Team dsm-firmenich PostNL \| + 1 min 39 s \| \| 3e \| Mathieu van der Poel \| Pays-Bas \| Alpecin-Deceuninck \| + 2 min 02 s \| \| 4e \| Maxim Van Gils \| Belgique \| Lotto Dstny \| + 2 min 02 s \| \| 5e \| Aurélien Paret-Peintre \| France \| Decathlon-AG2R La Mondiale \| + 2 min 02 s \| \| 6e \| Mauri Vansevenant \| Belgique \| Soudal Quick-Step \| + 2 min 02 s \| \| 7e \| Valentin Madouas \| France \| Groupama-FDJ \| + 2 min 02 s \| \| 8e \| Alexey Lutsenko \| Kazakhstan \| Astana Qazaqstan Team \| + 2 min 02 s \| \| 9e \| Pello Bilbao \| Espagne \| Bahrain Victorious \| + 2 min 02 s \| \| 10e \| Tom Pidcock \| Royaume-Uni \| Ineos Grenadiers \| + 2 min 02 s \| \| 11e \| Paul Lapeira \| France \| Decathlon-AG2R La Mondiale \| + 2 min 02 s \| \| 12e \| Tiesj Benoot \| Belgique \| Team Visma \\| Lease a Bike \| + 2 min 02 s \| \| 13e \| Bauke Mollema \| Pays-Bas \| Lidl-Trek \| + 2 min 02 s \| \| 14e \| Alex Aranburu \| Espagne \| Movistar Team \| + 2 min 02 s \| \| 15e \| Dylan Teuns \| Belgique \| Israel-Premier Tech \| + 2 min 02 s \| \| 16e \| Benoît Cosnefroy \| France \| Decathlon-AG2R La Mondiale \| + 2 min 02 s \| \| 17e \| Marc Hirschi \| Suisse \| UAE Team Emirates \| + 2 min 02 s \| \| 18e \| Guillaume Martin \| France \| Cofidis \| + 2 min 02 s \| \| 19e \| Ion Izagirre \| Espagne \| Cofidis \| + 2 min 02 s \| \| 20e \| Aleksandr Vlasov \| Bannière neutre \| Bora-Hansgrohe \| + 2 min 02 s \| |                        |                 |                            |                 |
| |                        |                 |                            |                 |
| Source : ProCyclingStats |                        |                 |                            |                 |
| Classement général |                        |                 |                            |                 |
| Coureur | Coureur                | Pays            | Équipe                     | Temps           |
| 1er | Tadej Pogačar          | Slovénie        | UAE Team Emirates          | 6 h 13 min 48 s |
| 2e | Romain Bardet          | France          | Team dsm-firmenich PostNL  | + 1 min 39 s    |
| 3e | Mathieu van der Poel   | Pays-Bas        | Alpecin-Deceuninck         | + 2 min 02 s    |
| 4e | Maxim Van Gils         | Belgique        | Lotto Dstny                | + 2 min 02 s    |
| 5e | Aurélien Paret-Peintre | France          | Decathlon-AG2R La Mondiale | + 2 min 02 s    |
| 6e | Mauri Vansevenant      | Belgique        | Soudal Quick-Step          | + 2 min 02 s    |
| 7e | Valentin Madouas       | France          | Groupama-FDJ               | + 2 min 02 s    |
| 8e | Alexey Lutsenko        | Kazakhstan      | Astana Qazaqstan Team      | + 2 min 02 s    |
| 9e | Pello Bilbao           | Espagne         | Bahrain Victorious         | + 2 min 02 s    |
| 10e | Tom Pidcock            | Royaume-Uni     | Ineos Grenadiers           | + 2 min 02 s    |
| 11e | Paul Lapeira           | France          | Decathlon-AG2R La Mondiale | + 2 min 02 s    |
| 12e | Tiesj Benoot           | Belgique        | Team Visma \| Lease a Bike | + 2 min 02 s    |
| 13e | Bauke Mollema          | Pays-Bas        | Lidl-Trek                  | + 2 min 02 s    |
| 14e | Alex Aranburu          | Espagne         | Movistar Team              | + 2 min 02 s    |
| 15e | Dylan Teuns            | Belgique        | Israel-Premier Tech        | + 2 min 02 s    |
| 16e | Benoît Cosnefroy       | France          | Decathlon-AG2R La Mondiale | + 2 min 02 s    |
| 17e | Marc Hirschi           | Suisse          | UAE Team Emirates          | + 2 min 02 s    |
| 18e | Guillaume Martin       | France          | Cofidis                    | + 2 min 02 s    |
| 19e | Ion Izagirre           | Espagne         | Cofidis                    | + 2 min 02 s    |
| 20e | Aleksandr Vlasov       | Bannière neutre | Bora-Hansgrohe             | + 2 min 02 s    |

### Classements UCI
La course attribue des points au Classement mondial UCI 2024 selon le barème suivant :
| Position           | 1er | 2e  | 3e  | 4e  | 5e  | 6e  | 7e  | 8e  | 9e  | 10e | 11e | 12e | 13e | 14e | 15e | 16e à 20e | 21e à 30e | 31e à 50e | 51e à 55e | 56e à 60e |
| Classement général | 800 | 640 | 520 | 440 | 360 | 280 | 240 | 200 | 160 | 135 | 110 | 95  | 85  | 65  | 55  | 50        | 30        | 15        | 10        | 5         |

## Liste des participants
| Légende | Légende                                                                    | Légende | Légende                                                    |
| ------- | -------------------------------------------------------------------------- | ------- | ---------------------------------------------------------- |
| Num     | Dossard de départ porté par le coureur sur ce Liège-Bastogne-Liège         | Pos     | Position à l'arrivée de la course                          |
|         | Indique un maillot de champion national ou mondial, suivi de sa spécialité | NP      | Indique un coureur qui n'a pas pris le départ de la course |
| AB      | Indique un coureur qui n'a pas terminé la course                           | HD      | Indique un coureur qui a terminé la course hors des délais |

| Soudal Quick-Step SOQ | Soudal Quick-Step SOQ       | Soudal Quick-Step SOQ |
| --------------------- | --------------------------- | --------------------- |
| Num                   | Coureur                     | Pos                   |
| 1                     | James Knox (GBR)            | AB                    |
| 2                     | Gil Gelders (BEL)           | 69e                   |
| 3                     | William Junior Lecerf (BEL) | AB                    |
| 4                     | Fausto Masnada (ITA)        | 71e                   |
| 5                     | Pieter Serry (BEL)          | 76e                   |
| 6                     | Mauri Vansevenant (BEL)     | 6e                    |
| 7                     | Louis Vervaeke (BEL)        | 72e                   |

| Ineos Grenadiers IGD | Ineos Grenadiers IGD     | Ineos Grenadiers IGD |
| -------------------- | ------------------------ | -------------------- |
| Num                  | Coureur                  | Pos                  |
| 11                   | Tom Pidcock (GBR)        | 10e                  |
| 12                   | Egan Bernal (COL)        | 21e                  |
| 13                   | Laurens De Plus (BEL)    | 31e                  |
| 14                   | Omar Fraile (ESP)        | 65e                  |
| 15                   | Ethan Hayter (GBR)       | 75e                  |
| 16                   | Michał Kwiatkowski (POL) | AB                   |
| 17                   | Brandon Rivera (COL)     | 87e                  |

| Bahrain Victorious TBV | Bahrain Victorious TBV  | Bahrain Victorious TBV |
| ---------------------- | ----------------------- | ---------------------- |
| Num                    | Coureur                 | Pos                    |
| 21                     | Santiago Buitrago (COL) | 41e                    |
| 22                     | Yukiya Arashiro (JPN)   | AB                     |
| 23                     | Pello Bilbao (ESP)      | 9e                     |
| 24                     | Wout Poels (NED)        | 30e                    |
| 25                     | Dušan Rajović (SRB)     | AB                     |
| 26                     | Antonio Tiberi (ITA)    | 22e                    |
| 27                     | Łukasz Wiśniowski (POL) | AB                     |

| Alpecin-Deceuninck ADC | Alpecin-Deceuninck ADC             | Alpecin-Deceuninck ADC |
| ---------------------- | ---------------------------------- | ---------------------- |
| Num                    | Coureur                            | Pos                    |
| 31                     | Mathieu van der Poel (NED) (route) | 3e                     |
| 32                     | Quinten Hermans (BEL)              | 35e                    |
| 33                     | Søren Kragh Andersen (DEN)         | 67e                    |
| 34                     | Axel Laurance (FRA)                | 44e                    |
| 35                     | Oscar Riesebeek (NED)              | AB                     |
| 36                     | Stan Van Tricht (BEL)              | AB                     |
| 37                     | Luca Vergallito (ITA)              | 111e                   |

| EF Education-EasyPost EFE | EF Education-EasyPost EFE     | EF Education-EasyPost EFE |
| ------------------------- | ----------------------------- | ------------------------- |
| Num                       | Coureur                       | Pos                       |
| 41                        | Richard Carapaz (ECU) (route) | 26e                       |
| 42                        | Ben Healy (IRL) (route)       | 27e                       |
| 43                        | Mikkel Honoré (DEN)           | 46e                       |
| 44                        | Archie Ryan (IRL)             | 55e                       |
| 45                        | James Shaw (GBR)              | 95e                       |
| 46                        | Harry Sweeny (AUS)            | 59e                       |
| 47                        | Rigoberto Urán (COL)          | AB                        |

| Groupama-FDJ GFC | Groupama-FDJ GFC               | Groupama-FDJ GFC |
| ---------------- | ------------------------------ | ---------------- |
| Num              | Coureur                        | Pos              |
| 51               | David Gaudu (FRA)              | 43e              |
| 52               | Lorenzo Germani (ITA)          | 106e             |
| 53               | Romain Grégoire (FRA)          | 24e              |
| 54               | Valentin Madouas (FRA) (route) | 7e               |
| 55               | Quentin Pacher (FRA)           | 51e              |
| 56               | Rémy Rochas (FRA)              | 91e              |
| 57               | Clément Russo (FRA)            | 105e             |

| Cofidis COF | Cofidis COF            | Cofidis COF |
| ----------- | ---------------------- | ----------- |
| Num         | Coureur                | Pos         |
| 61          | Guillaume Martin (FRA) | 18e         |
| 62          | Rubén Fernández (ESP)  | AB          |
| 63          | Jesús Herrada (ESP)    | 100e        |
| 64          | Gorka Izagirre (ESP)   | AB          |
| 65          | Ion Izagirre (ESP)     | 19e         |
| 66          | Axel Mariault (FRA)    | 116e        |
| 67          | Anthony Perez (FRA)    | AB          |

| Team Visma \| Lease a Bike TVL | Team Visma \| Lease a Bike TVL | Team Visma \| Lease a Bike TVL |
| ------------------------------ | ------------------------------ | ------------------------------ |
| Num                            | Coureur                        | Pos                            |
| 71                             | Tiesj Benoot (BEL)             | 12e                            |
| 72                             | Ben Tulett (GBR)               | AB                             |
| 73                             | Milan Vader (NED)              | 90e                            |
| 74                             | Attila Valter (HUN) (route)    | 40e                            |
| 75                             | Loe van Belle (NED)            | 102e                           |
| 76                             | Tosh Van der Sande (BEL)       | AB                             |
| 77                             | Julien Vermote (BEL)           | AB                             |

| Bora-Hansgrohe BOH | Bora-Hansgrohe BOH     | Bora-Hansgrohe BOH |
| ------------------ | ---------------------- | ------------------ |
| Num                | Coureur                | Pos                |
| 81                 | Jai Hindley (AUS)      | 52e                |
| 82                 | Roger Adrià (ESP)      | 82e                |
| 83                 | Giovanni Aleotti (ITA) | AB                 |
| 84                 | Bob Jungels (LUX)      | 45e                |
| 85                 | Jonas Koch (GER)       | AB                 |
| 86                 | Matteo Sobrero (ITA)   | AB                 |
| 87                 | Aleksandr Vlasov       | 20e                |

| Lidl-Trek LTK | Lidl-Trek LTK                   | Lidl-Trek LTK |
| ------------- | ------------------------------- | ------------- |
| Num           | Coureur                         | Pos           |
| 91            | Mattias Skjelmose (DEN) (route) | 28e           |
| 92            | Andrea Bagioli (ITA)            | AB            |
| 93            | Julien Bernard (FRA)            | 68e           |
| 94            | Patrick Konrad (AUT)            | AB            |
| 95            | Bauke Mollema (NED)             | 13e           |
| 96            | Sam Oomen (NED)                 | 70e           |
| 97            | Toms Skujiņš (LAT)              | 48e           |

| UAE Team Emirates UAD | UAE Team Emirates UAD       | UAE Team Emirates UAD |
| --------------------- | --------------------------- | --------------------- |
| Num                   | Coureur                     | Pos                   |
| 101                   | Tadej Pogačar (SLO) (route) | 1er                   |
| 102                   | Sjoerd Bax (NED)            | AB                    |
| 103                   | Finn Fisher-Black (NZL)     | AB                    |
| 104                   | João Almeida (POR)          | 29e                   |
| 105                   | Marc Hirschi (SUI) (route)  | 17e                   |
| 106                   | Domen Novak (SLO)           | 60e                   |
| 107                   | Diego Ulissi (ITA)          | AB                    |

| Lotto Dstny LTD | Lotto Dstny LTD             | Lotto Dstny LTD |
| --------------- | --------------------------- | --------------- |
| Num             | Coureur                     | Pos             |
| 111             | Maxim Van Gils (BEL)        | 4e              |
| 112             | Logan Currie (NZL)          | 117e            |
| 113             | Jarrad Drizners (AUS)       | AB              |
| 114             | Andreas Kron (DEN)          | 37e             |
| 115             | Sylvain Moniquet (BEL)      | 54e             |
| 116             | Mathijs Paasschens (NED)    | AB              |
| 117             | Jonas Gregaard Wilsly (DEN) | 94e             |

| Israel-Premier Tech IPT | Israel-Premier Tech IPT | Israel-Premier Tech IPT |
| ----------------------- | ----------------------- | ----------------------- |
| Num                     | Coureur                 | Pos                     |
| 121                     | Dylan Teuns (BEL)       | 15e                     |
| 122                     | George Bennett (NZL)    | 73e                     |
| 123                     | Simon Clarke (AUS)      | 58e                     |
| 124                     | Jakob Fuglsang (DEN)    | 84e                     |
| 125                     | Derek Gee (CAN)         | 86e                     |
| 126                     | Nick Schultz (AUS)      | 57e                     |
| 127                     | Stephen Williams (GBR)  | 66e                     |

| Team dsm-firmenich PostNL DFP | Team dsm-firmenich PostNL DFP | Team dsm-firmenich PostNL DFP |
| ----------------------------- | ----------------------------- | ----------------------------- |
| Num                           | Coureur                       | Pos                           |
| 131                           | Romain Bardet (FRA)           | 2e                            |
| 132                           | Romain Combaud (FRA)          | 107e                          |
| 133                           | Matthew Dinham (AUS)          | AB                            |
| 134                           | Chris Hamilton (AUS)          | AB                            |
| 135                           | Enzo Leijnse (NED)            | AB                            |
| 136                           | Martijn Tusveld (NED)         | 115e                          |
| 137                           | Kevin Vermaerke (USA)         | 23e                           |

| Decathlon-AG2R La Mondiale DAT | Decathlon-AG2R La Mondiale DAT | Decathlon-AG2R La Mondiale DAT |
| ------------------------------ | ------------------------------ | ------------------------------ |
| Num                            | Coureur                        | Pos                            |
| 141                            | Benoît Cosnefroy (FRA)         | 16e                            |
| 142                            | Bruno Armirail (FRA)           | AB                             |
| 143                            | Clément Berthet (FRA)          | 50e                            |
| 144                            | Felix Gall (AUT)               | 47e                            |
| 145                            | Paul Lapeira (FRA)             | 11e                            |
| 146                            | Aurélien Paret-Peintre (FRA)   | 5e                             |
| 147                            | Nicolas Prodhomme (FRA)        | 38e                            |

| Astana Qazaqstan Team AST | Astana Qazaqstan Team AST     | Astana Qazaqstan Team AST |
| ------------------------- | ----------------------------- | ------------------------- |
| Num                       | Coureur                       | Pos                       |
| 151                       | Alexey Lutsenko (KAZ) (route) | 8e                        |
| 152                       | Anthon Charmig (DEN)          | 63e                       |
| 153                       | Igor Chzhan (KAZ)             | AB                        |
| 154                       | Lorenzo Fortunato (ITA)       | 79e                       |
| 155                       | Christian Scaroni (ITA)       | 53e                       |
| 156                       | Santiago Umba (COL)           | 76e                       |
| 157                       | Simone Velasco (ITA) (route)  | 34e                       |

| Intermarché-Wanty IWA | Intermarché-Wanty IWA     | Intermarché-Wanty IWA |
| --------------------- | ------------------------- | --------------------- |
| Num                   | Coureur                   | Pos                   |
| 161                   | Georg Zimmermann (GER)    | 49e                   |
| 162                   | Lilian Calmejane (FRA)    | 112e                  |
| 163                   | Kevin Colleoni (ITA)      | 96e                   |
| 164                   | Gerben Kuypers (BEL)      | AB                    |
| 165                   | Baptiste Planckaert (BEL) | AB                    |
| 166                   | Lorenzo Rota (ITA)        | 33e                   |
| 167                   | Rein Taaramäe (EST)       | AB                    |

| Team Jayco AlUla JAY | Team Jayco AlUla JAY   | Team Jayco AlUla JAY |
| -------------------- | ---------------------- | -------------------- |
| Num                  | Coureur                | Pos                  |
| 171                  | Simon Yates (GBR)      | 32e                  |
| 172                  | Davide De Pretto (ITA) | AB                   |
| 173                  | Anders Foldager (DEN)  | 93e                  |
| 174                  | Jan Maas (NED)         | AB                   |
| 175                  | Michael Matthews (AUS) | 36e                  |
| 176                  | Mauro Schmid (SUI)     | AB                   |
| 177                  | Filippo Zana (ITA)     | 39e                  |

| Movistar Team MOV | Movistar Team MOV    | Movistar Team MOV |
| ----------------- | -------------------- | ----------------- |
| Num               | Coureur              | Pos               |
| 181               | Davide Formolo (ITA) | 42e               |
| 182               | Alex Aranburu (ESP)  | 14e               |
| 183               | Jorge Arcas (ESP)    | 97e               |
| 184               | William Barta (USA)  | AB                |
| 185               | Carlos Canal (ESP)   | AB                |
| 186               | Oier Lazkano (ESP)   | 64e               |
| 187               | Iván Romeo (ESP)     | AB                |

| Uno-X Mobility UXM | Uno-X Mobility UXM           | Uno-X Mobility UXM |
| ------------------ | ---------------------------- | ------------------ |
| Num                | Coureur                      | Pos                |
| 191                | Tobias Johannessen (NOR)     | 25e                |
| 192                | Martin Bugge Urianstad (NOR) | 104e               |
| 193                | Odd Christian Eiking (NOR)   | 88e                |
| 194                | Ådne Holter (NOR)            | 109e               |
| 195                | Johannes Kulset (NOR)        | 62e                |
| 196                | Andreas Leknessund (NOR)     | 61e                |
| 197                | Anders Skaarseth (NOR)       | 110e               |

| TotalEnergies TEN | TotalEnergies TEN        | TotalEnergies TEN |
| ----------------- | ------------------------ | ----------------- |
| Num               | Coureur                  | Pos               |
| 201               | Mathieu Burgaudeau (FRA) | 78e               |
| 202               | Fabien Doubey (FRA)      | AB                |
| 203               | Fabien Grellier (FRA)    | 113e              |
| 204               | Jordan Jegat (FRA)       | 77e               |
| 205               | Alan Jousseaume (FRA)    | 81e               |
| 206               | Paul Ourselin (FRA)      | AB                |
| 207               | Alexis Vuillermoz (FRA)  | 92e               |

| Bingoal WB BWB | Bingoal WB BWB            | Bingoal WB BWB |
| -------------- | ------------------------- | -------------- |
| Num            | Coureur                   | Pos            |
| 211            | Luca Van Boven (BEL)      | 80e            |
| 212            | Louka Matthys (BEL)       | 103e           |
| 213            | Johan Meens (BEL)         | 74e            |
| 214            | Dimitri Peyskens (BEL)    | AB             |
| 215            | Aaron Van der Beken (BEL) | AB             |
| 216            | Giacomo Villa (ITA)       | AB             |
| 217            | Loïc Vliegen (BEL)        | AB             |

| Equipo Kern Pharma EKP | Equipo Kern Pharma EKP   | Equipo Kern Pharma EKP |
| ---------------------- | ------------------------ | ---------------------- |
| Num                    | Coureur                  | Pos                    |
| 221                    | Iván Cobo (ESP)          | AB                     |
| 222                    | Marc Brustenga (ESP)     | AB                     |
| 223                    | Francisco Galván (ESP)   | AB                     |
| 224                    | Jordi López (ESP)        | 114e                   |
| 225                    | Mikel Retegi (ESP)       | AB                     |
| 226                    | Ibon Ruiz (ESP)          | 89e                    |
| 227                    | Danny van der Tuuk (POL) | AB                     |

| Arkéa-B&B Hotels ARK | Arkéa-B&B Hotels ARK      | Arkéa-B&B Hotels ARK |
| -------------------- | ------------------------- | -------------------- |
| Num                  | Coureur                   | Pos                  |
| 231                  | Kévin Vauquelin (FRA)     | AB                   |
| 232                  | Louis Barré (FRA)         | AB                   |
| 233                  | Clément Champoussin (FRA) | 85e                  |
| 234                  | Anthony Delaplace (FRA)   | 99e                  |
| 235                  | Simon Guglielmi (FRA)     | 101e                 |
| 236                  | Laurens Huys (BEL)        | 83e                  |
| 237                  | Michel Ries (LUX)         | 98e                  |

| Team Flanders-Baloise TFB | Team Flanders-Baloise TFB | Team Flanders-Baloise TFB |
| ------------------------- | ------------------------- | ------------------------- |
| Num                       | Coureur                   | Pos                       |
| 241                       | Kamiel Bonneu (BEL)       | AB                        |
| 242                       | Toon Clynhens (BEL)       | AB                        |
| 243                       | Lars Craps (BEL)          | AB                        |
| 244                       | Siebe Deweirdt (BEL)      | AB                        |
| 245                       | Elias Maris (BEL)         | 108e                      |
| 246                       | Dylan Vandenstorme (BEL)  | AB                        |
| 247                       | Vincent Van Hemelen (BEL) | AB                        |

| Soudal Quick-Step SOQ | Soudal Quick-Step SOQ       | Soudal Quick-Step SOQ |
| --------------------- | --------------------------- | --------------------- |
| Num                   | Coureur                     | Pos                   |
| 1                     | James Knox (GBR)            | AB                    |
| 2                     | Gil Gelders (BEL)           | 69e                   |
| 3                     | William Junior Lecerf (BEL) | AB                    |
| 4                     | Fausto Masnada (ITA)        | 71e                   |
| 5                     | Pieter Serry (BEL)          | 76e                   |
| 6                     | Mauri Vansevenant (BEL)     | 6e                    |
| 7                     | Louis Vervaeke (BEL)        | 72e                   |

| Ineos Grenadiers IGD | Ineos Grenadiers IGD     | Ineos Grenadiers IGD |
| -------------------- | ------------------------ | -------------------- |
| Num                  | Coureur                  | Pos                  |
| 11                   | Tom Pidcock (GBR)        | 10e                  |
| 12                   | Egan Bernal (COL)        | 21e                  |
| 13                   | Laurens De Plus (BEL)    | 31e                  |
| 14                   | Omar Fraile (ESP)        | 65e                  |
| 15                   | Ethan Hayter (GBR)       | 75e                  |
| 16                   | Michał Kwiatkowski (POL) | AB                   |
| 17                   | Brandon Rivera (COL)     | 87e                  |

| Bahrain Victorious TBV | Bahrain Victorious TBV  | Bahrain Victorious TBV |
| ---------------------- | ----------------------- | ---------------------- |
| Num                    | Coureur                 | Pos                    |
| 21                     | Santiago Buitrago (COL) | 41e                    |
| 22                     | Yukiya Arashiro (JPN)   | AB                     |
| 23                     | Pello Bilbao (ESP)      | 9e                     |
| 24                     | Wout Poels (NED)        | 30e                    |
| 25                     | Dušan Rajović (SRB)     | AB                     |
| 26                     | Antonio Tiberi (ITA)    | 22e                    |
| 27                     | Łukasz Wiśniowski (POL) | AB                     |

| Alpecin-Deceuninck ADC | Alpecin-Deceuninck ADC             | Alpecin-Deceuninck ADC |
| ---------------------- | ---------------------------------- | ---------------------- |
| Num                    | Coureur                            | Pos                    |
| 31                     | Mathieu van der Poel (NED) (route) | 3e                     |
| 32                     | Quinten Hermans (BEL)              | 35e                    |
| 33                     | Søren Kragh Andersen (DEN)         | 67e                    |
| 34                     | Axel Laurance (FRA)                | 44e                    |
| 35                     | Oscar Riesebeek (NED)              | AB                     |
| 36                     | Stan Van Tricht (BEL)              | AB                     |
| 37                     | Luca Vergallito (ITA)              | 111e                   |

| EF Education-EasyPost EFE | EF Education-EasyPost EFE     | EF Education-EasyPost EFE |
| ------------------------- | ----------------------------- | ------------------------- |
| Num                       | Coureur                       | Pos                       |
| 41                        | Richard Carapaz (ECU) (route) | 26e                       |
| 42                        | Ben Healy (IRL) (route)       | 27e                       |
| 43                        | Mikkel Honoré (DEN)           | 46e                       |
| 44                        | Archie Ryan (IRL)             | 55e                       |
| 45                        | James Shaw (GBR)              | 95e                       |
| 46                        | Harry Sweeny (AUS)            | 59e                       |
| 47                        | Rigoberto Urán (COL)          | AB                        |

| Groupama-FDJ GFC | Groupama-FDJ GFC               | Groupama-FDJ GFC |
| ---------------- | ------------------------------ | ---------------- |
| Num              | Coureur                        | Pos              |
| 51               | David Gaudu (FRA)              | 43e              |
| 52               | Lorenzo Germani (ITA)          | 106e             |
| 53               | Romain Grégoire (FRA)          | 24e              |
| 54               | Valentin Madouas (FRA) (route) | 7e               |
| 55               | Quentin Pacher (FRA)           | 51e              |
| 56               | Rémy Rochas (FRA)              | 91e              |
| 57               | Clément Russo (FRA)            | 105e             |

| Cofidis COF | Cofidis COF            | Cofidis COF |
| ----------- | ---------------------- | ----------- |
| Num         | Coureur                | Pos         |
| 61          | Guillaume Martin (FRA) | 18e         |
| 62          | Rubén Fernández (ESP)  | AB          |
| 63          | Jesús Herrada (ESP)    | 100e        |
| 64          | Gorka Izagirre (ESP)   | AB          |
| 65          | Ion Izagirre (ESP)     | 19e         |
| 66          | Axel Mariault (FRA)    | 116e        |
| 67          | Anthony Perez (FRA)    | AB          |

| Team Visma \| Lease a Bike TVL | Team Visma \| Lease a Bike TVL | Team Visma \| Lease a Bike TVL |
| ------------------------------ | ------------------------------ | ------------------------------ |
| Num                            | Coureur                        | Pos                            |
| 71                             | Tiesj Benoot (BEL)             | 12e                            |
| 72                             | Ben Tulett (GBR)               | AB                             |
| 73                             | Milan Vader (NED)              | 90e                            |
| 74                             | Attila Valter (HUN) (route)    | 40e                            |
| 75                             | Loe van Belle (NED)            | 102e                           |
| 76                             | Tosh Van der Sande (BEL)       | AB                             |
| 77                             | Julien Vermote (BEL)           | AB                             |

| Bora-Hansgrohe BOH | Bora-Hansgrohe BOH     | Bora-Hansgrohe BOH |
| ------------------ | ---------------------- | ------------------ |
| Num                | Coureur                | Pos                |
| 81                 | Jai Hindley (AUS)      | 52e                |
| 82                 | Roger Adrià (ESP)      | 82e                |
| 83                 | Giovanni Aleotti (ITA) | AB                 |
| 84                 | Bob Jungels (LUX)      | 45e                |
| 85                 | Jonas Koch (GER)       | AB                 |
| 86                 | Matteo Sobrero (ITA)   | AB                 |
| 87                 | Aleksandr Vlasov       | 20e                |

| Lidl-Trek LTK | Lidl-Trek LTK                   | Lidl-Trek LTK |
| ------------- | ------------------------------- | ------------- |
| Num           | Coureur                         | Pos           |
| 91            | Mattias Skjelmose (DEN) (route) | 28e           |
| 92            | Andrea Bagioli (ITA)            | AB            |
| 93            | Julien Bernard (FRA)            | 68e           |
| 94            | Patrick Konrad (AUT)            | AB            |
| 95            | Bauke Mollema (NED)             | 13e           |
| 96            | Sam Oomen (NED)                 | 70e           |
| 97            | Toms Skujiņš (LAT)              | 48e           |

| UAE Team Emirates UAD | UAE Team Emirates UAD       | UAE Team Emirates UAD |
| --------------------- | --------------------------- | --------------------- |
| Num                   | Coureur                     | Pos                   |
| 101                   | Tadej Pogačar (SLO) (route) | 1er                   |
| 102                   | Sjoerd Bax (NED)            | AB                    |
| 103                   | Finn Fisher-Black (NZL)     | AB                    |
| 104                   | João Almeida (POR)          | 29e                   |
| 105                   | Marc Hirschi (SUI) (route)  | 17e                   |
| 106                   | Domen Novak (SLO)           | 60e                   |
| 107                   | Diego Ulissi (ITA)          | AB                    |

| Lotto Dstny LTD | Lotto Dstny LTD             | Lotto Dstny LTD |
| --------------- | --------------------------- | --------------- |
| Num             | Coureur                     | Pos             |
| 111             | Maxim Van Gils (BEL)        | 4e              |
| 112             | Logan Currie (NZL)          | 117e            |
| 113             | Jarrad Drizners (AUS)       | AB              |
| 114             | Andreas Kron (DEN)          | 37e             |
| 115             | Sylvain Moniquet (BEL)      | 54e             |
| 116             | Mathijs Paasschens (NED)    | AB              |
| 117             | Jonas Gregaard Wilsly (DEN) | 94e             |

| Israel-Premier Tech IPT | Israel-Premier Tech IPT | Israel-Premier Tech IPT |
| ----------------------- | ----------------------- | ----------------------- |
| Num                     | Coureur                 | Pos                     |
| 121                     | Dylan Teuns (BEL)       | 15e                     |
| 122                     | George Bennett (NZL)    | 73e                     |
| 123                     | Simon Clarke (AUS)      | 58e                     |
| 124                     | Jakob Fuglsang (DEN)    | 84e                     |
| 125                     | Derek Gee (CAN)         | 86e                     |
| 126                     | Nick Schultz (AUS)      | 57e                     |
| 127                     | Stephen Williams (GBR)  | 66e                     |

| Team dsm-firmenich PostNL DFP | Team dsm-firmenich PostNL DFP | Team dsm-firmenich PostNL DFP |
| ----------------------------- | ----------------------------- | ----------------------------- |
| Num                           | Coureur                       | Pos                           |
| 131                           | Romain Bardet (FRA)           | 2e                            |
| 132                           | Romain Combaud (FRA)          | 107e                          |
| 133                           | Matthew Dinham (AUS)          | AB                            |
| 134                           | Chris Hamilton (AUS)          | AB                            |
| 135                           | Enzo Leijnse (NED)            | AB                            |
| 136                           | Martijn Tusveld (NED)         | 115e                          |
| 137                           | Kevin Vermaerke (USA)         | 23e                           |

| Decathlon-AG2R La Mondiale DAT | Decathlon-AG2R La Mondiale DAT | Decathlon-AG2R La Mondiale DAT |
| ------------------------------ | ------------------------------ | ------------------------------ |
| Num                            | Coureur                        | Pos                            |
| 141                            | Benoît Cosnefroy (FRA)         | 16e                            |
| 142                            | Bruno Armirail (FRA)           | AB                             |
| 143                            | Clément Berthet (FRA)          | 50e                            |
| 144                            | Felix Gall (AUT)               | 47e                            |
| 145                            | Paul Lapeira (FRA)             | 11e                            |
| 146                            | Aurélien Paret-Peintre (FRA)   | 5e                             |
| 147                            | Nicolas Prodhomme (FRA)        | 38e                            |

| Astana Qazaqstan Team AST | Astana Qazaqstan Team AST     | Astana Qazaqstan Team AST |
| ------------------------- | ----------------------------- | ------------------------- |
| Num                       | Coureur                       | Pos                       |
| 151                       | Alexey Lutsenko (KAZ) (route) | 8e                        |
| 152                       | Anthon Charmig (DEN)          | 63e                       |
| 153                       | Igor Chzhan (KAZ)             | AB                        |
| 154                       | Lorenzo Fortunato (ITA)       | 79e                       |
| 155                       | Christian Scaroni (ITA)       | 53e                       |
| 156                       | Santiago Umba (COL)           | 76e                       |
| 157                       | Simone Velasco (ITA) (route)  | 34e                       |

| Intermarché-Wanty IWA | Intermarché-Wanty IWA     | Intermarché-Wanty IWA |
| --------------------- | ------------------------- | --------------------- |
| Num                   | Coureur                   | Pos                   |
| 161                   | Georg Zimmermann (GER)    | 49e                   |
| 162                   | Lilian Calmejane (FRA)    | 112e                  |
| 163                   | Kevin Colleoni (ITA)      | 96e                   |
| 164                   | Gerben Kuypers (BEL)      | AB                    |
| 165                   | Baptiste Planckaert (BEL) | AB                    |
| 166                   | Lorenzo Rota (ITA)        | 33e                   |
| 167                   | Rein Taaramäe (EST)       | AB                    |

| Team Jayco AlUla JAY | Team Jayco AlUla JAY   | Team Jayco AlUla JAY |
| -------------------- | ---------------------- | -------------------- |
| Num                  | Coureur                | Pos                  |
| 171                  | Simon Yates (GBR)      | 32e                  |
| 172                  | Davide De Pretto (ITA) | AB                   |
| 173                  | Anders Foldager (DEN)  | 93e                  |
| 174                  | Jan Maas (NED)         | AB                   |
| 175                  | Michael Matthews (AUS) | 36e                  |
| 176                  | Mauro Schmid (SUI)     | AB                   |
| 177                  | Filippo Zana (ITA)     | 39e                  |

| Movistar Team MOV | Movistar Team MOV    | Movistar Team MOV |
| ----------------- | -------------------- | ----------------- |
| Num               | Coureur              | Pos               |
| 181               | Davide Formolo (ITA) | 42e               |
| 182               | Alex Aranburu (ESP)  | 14e               |
| 183               | Jorge Arcas (ESP)    | 97e               |
| 184               | William Barta (USA)  | AB                |
| 185               | Carlos Canal (ESP)   | AB                |
| 186               | Oier Lazkano (ESP)   | 64e               |
| 187               | Iván Romeo (ESP)     | AB                |

| Uno-X Mobility UXM | Uno-X Mobility UXM           | Uno-X Mobility UXM |
| ------------------ | ---------------------------- | ------------------ |
| Num                | Coureur                      | Pos                |
| 191                | Tobias Johannessen (NOR)     | 25e                |
| 192                | Martin Bugge Urianstad (NOR) | 104e               |
| 193                | Odd Christian Eiking (NOR)   | 88e                |
| 194                | Ådne Holter (NOR)            | 109e               |
| 195                | Johannes Kulset (NOR)        | 62e                |
| 196                | Andreas Leknessund (NOR)     | 61e                |
| 197                | Anders Skaarseth (NOR)       | 110e               |

| TotalEnergies TEN | TotalEnergies TEN        | TotalEnergies TEN |
| ----------------- | ------------------------ | ----------------- |
| Num               | Coureur                  | Pos               |
| 201               | Mathieu Burgaudeau (FRA) | 78e               |
| 202               | Fabien Doubey (FRA)      | AB                |
| 203               | Fabien Grellier (FRA)    | 113e              |
| 204               | Jordan Jegat (FRA)       | 77e               |
| 205               | Alan Jousseaume (FRA)    | 81e               |
| 206               | Paul Ourselin (FRA)      | AB                |
| 207               | Alexis Vuillermoz (FRA)  | 92e               |

| Bingoal WB BWB | Bingoal WB BWB            | Bingoal WB BWB |
| -------------- | ------------------------- | -------------- |
| Num            | Coureur                   | Pos            |
| 211            | Luca Van Boven (BEL)      | 80e            |
| 212            | Louka Matthys (BEL)       | 103e           |
| 213            | Johan Meens (BEL)         | 74e            |
| 214            | Dimitri Peyskens (BEL)    | AB             |
| 215            | Aaron Van der Beken (BEL) | AB             |
| 216            | Giacomo Villa (ITA)       | AB             |
| 217            | Loïc Vliegen (BEL)        | AB             |

| Equipo Kern Pharma EKP | Equipo Kern Pharma EKP   | Equipo Kern Pharma EKP |
| ---------------------- | ------------------------ | ---------------------- |
| Num                    | Coureur                  | Pos                    |
| 221                    | Iván Cobo (ESP)          | AB                     |
| 222                    | Marc Brustenga (ESP)     | AB                     |
| 223                    | Francisco Galván (ESP)   | AB                     |
| 224                    | Jordi López (ESP)        | 114e                   |
| 225                    | Mikel Retegi (ESP)       | AB                     |
| 226                    | Ibon Ruiz (ESP)          | 89e                    |
| 227                    | Danny van der Tuuk (POL) | AB                     |

| Arkéa-B&B Hotels ARK | Arkéa-B&B Hotels ARK      | Arkéa-B&B Hotels ARK |
| -------------------- | ------------------------- | -------------------- |
| Num                  | Coureur                   | Pos                  |
| 231                  | Kévin Vauquelin (FRA)     | AB                   |
| 232                  | Louis Barré (FRA)         | AB                   |
| 233                  | Clément Champoussin (FRA) | 85e                  |
| 234                  | Anthony Delaplace (FRA)   | 99e                  |
| 235                  | Simon Guglielmi (FRA)     | 101e                 |
| 236                  | Laurens Huys (BEL)        | 83e                  |
| 237                  | Michel Ries (LUX)         | 98e                  |

| Team Flanders-Baloise TFB | Team Flanders-Baloise TFB | Team Flanders-Baloise TFB |
| ------------------------- | ------------------------- | ------------------------- |
| Num                       | Coureur                   | Pos                       |
| 241                       | Kamiel Bonneu (BEL)       | AB                        |
| 242                       | Toon Clynhens (BEL)       | AB                        |
| 243                       | Lars Craps (BEL)          | AB                        |
| 244                       | Siebe Deweirdt (BEL)      | AB                        |
| 245                       | Elias Maris (BEL)         | 108e                      |
| 246                       | Dylan Vandenstorme (BEL)  | AB                        |
| 247                       | Vincent Van Hemelen (BEL) | AB                        |